# منزل ابن خلدون (فاس)
منزل ابن خلدون هو منزل تاريخي يوجد في المدينة القديمة لفاس بالمغرب.
يكتسي المنزل رمزية كبيرة، فقد أقام فيه مؤسس علم الاجتماع ابن خلدون حين حلّ بمدينة فاس، كما يوجد بداخله الكثير من كتبه، ومنها جزء كبير من مؤلفه «المقدمة».

## تاريخ
يوجد المنزل بزنقة الطالعة الكبيرة، بأسفل «درب سيدي الدراس»، وتحديدا في زقاق يسمى «رحاة الشمس الفوقية» في المدينة القديمة لفاس. 
أوضح محمد بن عبد الجليل، وهو أستاذ تاريخ، أن المنزل سكنه ابن خلدون «عندما كان مكلفا بمهام رسمية أيام الدولة المرينية، إذ استقر في ذلك البيت الواقع على أطراف عقبة ضيقة، والمكوّن من طابقين، قبل انتقاله إلى الأندلس». وأردف بن عبد الجليل أن المنزل لا يتوفر على مساحة كبيرة ولا على مواصفات هندسية رفيعة، وإنّما تتلخص قيمته العقارية اليوم في رمزية وتاريخ شخصية ابن خلدون الذي سكنه، وبه دوّن وكتب الكثير من الرسائل والكتب، من أشهرها «شفاء السائل وتهذيب المسائل».
وأشار بن عبد الجليل إلى أن حي الطالعة الكبيرة الذي يتفرع عنه درب سيدي الدراس، يعد من أقدم الأحياء في مدينة فاس العتيقة، إذ عايش الفترة الزاهرة للدولة المرينية، وكان مأوى لكبار موظفي الدولة المرينية، وخلف زقاق «رحاة الشمس الفوقية» حيث بيت ابن خلدون يوجد أيضا بيت لسان الدين بن الخطيب الشاعر والفيلسوف والطبيب الذي درس بجامع القرويين بفاس.
أصبح المنزل اليوم في ملكية عائلة واحدة، وذلك بعدما كانت قد تعاقبت خمس عائلات على استئجاره من مالكيه الأصليين، في حين يتوافد عليه كثيرون لشرائه. 

## عمارة
اعتبر محسن العماري الإدريسي، مفتش المباني التاريخية والمواقع في فاس، أن منزل صاحب «المقدمة» أصبح قبلة أنظار عدد من السماسرة الذين يعملون لصالح شخصيات أجنبية ويرغبون في شرائه من مالكيه بأسعار مغرية. وأضاف الإدريسي أن «المنزل على غرار المباني العتيقة يتشكل من فناء داخلي وحجرات متقابلة تتوسطهما (سقاية)، وأصبح ذا قيمة عقارية مرتفعة لأنه يعود لملكية العلامة بن خلدون».

## جدل إعلان بيعه
في أكتوبر 2021، أشهرت الأسرة التي تستغل منزل ابن خلدون في فاس يافطة تعلن فيها عن رغبتها في بيع المنزل، وذلك بسبب الأزمة الاقتصادية الناتجة عن جائحة فيروس كورونا.
استنكر الأمر رواد مواقع التواصل الاجتماعي ومثقفون وفعاليات مدنية عرض منزل ابن خلدون للبيع، لما يمتاز به من جمولة تاريخية كبيرة على اعتبار أنه الرياض الذي أقام فيه مؤسس علم الاجتماع ابن خلدون حين حل بمدينة فاس، وتداولوا صورة لإعلان البيع، مرفوقة بتعاليق غاضبة، ومطالبة في الوقت نفسه الدولة بالتدخل عبر مؤسساتها سواء المنتخبة أو عبر وزارة الثقافة للحفاظ على هذه المعلمة التاريخية. 